# Ильин, Кузьма Сергеевич
Кузьма Сергеевич Ильин (1891, Иркутская губерния — 9 декабря 1937, Иркутск) — нарком финансов, председатель ЦИК и СНК Бурят-Монгольской АССР.

## Биография
Кузьма Ильин родился в 1891 году в улус Кондой Аларского аймака (Балаганского уезда) Иркутской губернии. По национальности причислял себя к бурят-монголам. Окончил 4 класса духовной семинарии. В анкете указывал, что являлся народным учителем. Знал русский и монголобурятский (разговорный).
Был членом РКП с 1918 года. До 1921 года являлся председателем аймачного ревкома Иркутской губернии. С 24 февраля 1921 года являлся бурятским представителем Бурятского представительства при Наркомнаце. Был принят по телеграфному полномочию Иркутгуботнаца.
В августе 1923 года он стал народным комиссаром финансов Бурят-Монгольской АССР — должен был провести организационную работу по созданию Народного комиссариата финансов путем слияния финотделов Бурят-Монгольских автономных областей РСФСР (Иркутск) и Дальневосточной республики (Чита).
В 1924 году Ильин стал председателем Буркоопсоюза.
8 сентября 1927 года Ильин получил пост председателя ЦИК Бурят-Монгольской АССР, сменив на этой должности Михея Ербанова. Одновременно Кузьма Сергеевич стал главой правительства — председателем СНК БМАССР. Занимал обе должности до апреля 1929 года.
С 1929 по 1931 год Ильин был советником Министерства народного хозяйства Монголии. В 1931 году его исключили из партии, после чего он стал экономистом, помощником начальника механо-сборочного цеха и начальником Отдела рабочего снабжения Сталинградского тракторного завода. На этих постах оставался до 1935 года.
В октябре 1937 года Ильин был начальником Планового отдела Иркутского областного Союза потребительских обществ. Был женат и имел трёх детей.
20 октября 1937 года Кузьма Ильин был арестован, а 4 декабря — приговорён к расстрелу (ст. 58-1 «а», 58-2, 58-7, 58-10, 58-11 УК РСФСР). Расстрелян 9 декабря в Иркутске. Реабилитирован 31 марта 1956 года постановлением комиссии Иркутской области по пересмотру уголовных дел на осужденных за контрреволюционные преступления.